# Índice de Resistencia Geológica
El Índice de Resistencia Geológica (GSI, por sus siglas en inglés), propuesto en 1994 por Evert Hoek, se utiliza para la estimación de la resistencia de los macizos rocosos y del módulo de deformación de los macizos rocosos.
El sistema GSI se concentra en la descripción de dos factores: la estructura de la roca y las condiciones de la superficie del bloque. Las pautas que proporciona el sistema GSI son para la estimación de los parámetros de resistencia máxima de macizos rocosos articulados. No existen pautas proporcionadas por el GSI, ni por ningún otro sistema, para la estimación de la resistencia residual del macizo rocoso que arrojen resultados consistentes.
Otro método es el definido en el trabajo de Cole y Stroud, según el cual la resistencia básica, en Newtons, y la resistencia al corte en kg/cm2, pueden estimarse empíricamente mediante diversas respuestas al martillo, el cuchillo y la uña. 

## Otras lecturas
- Hoek E. (2007) "Ingeniería Práctica de Rocas". Capítulo 11, págs. 50. El rincón de Hoek (ciencia de las rocas)
- Pantelidis L. (2009) "Evaluación de la estabilidad de taludes de rocas mediante sistemas de clasificación de macizos rocosos" Revista Internacional de Mecánica de Rocas y Ciencias Mineras, 46(2):315–325.

- Datos: Q5535315